# Sibeliusacademie

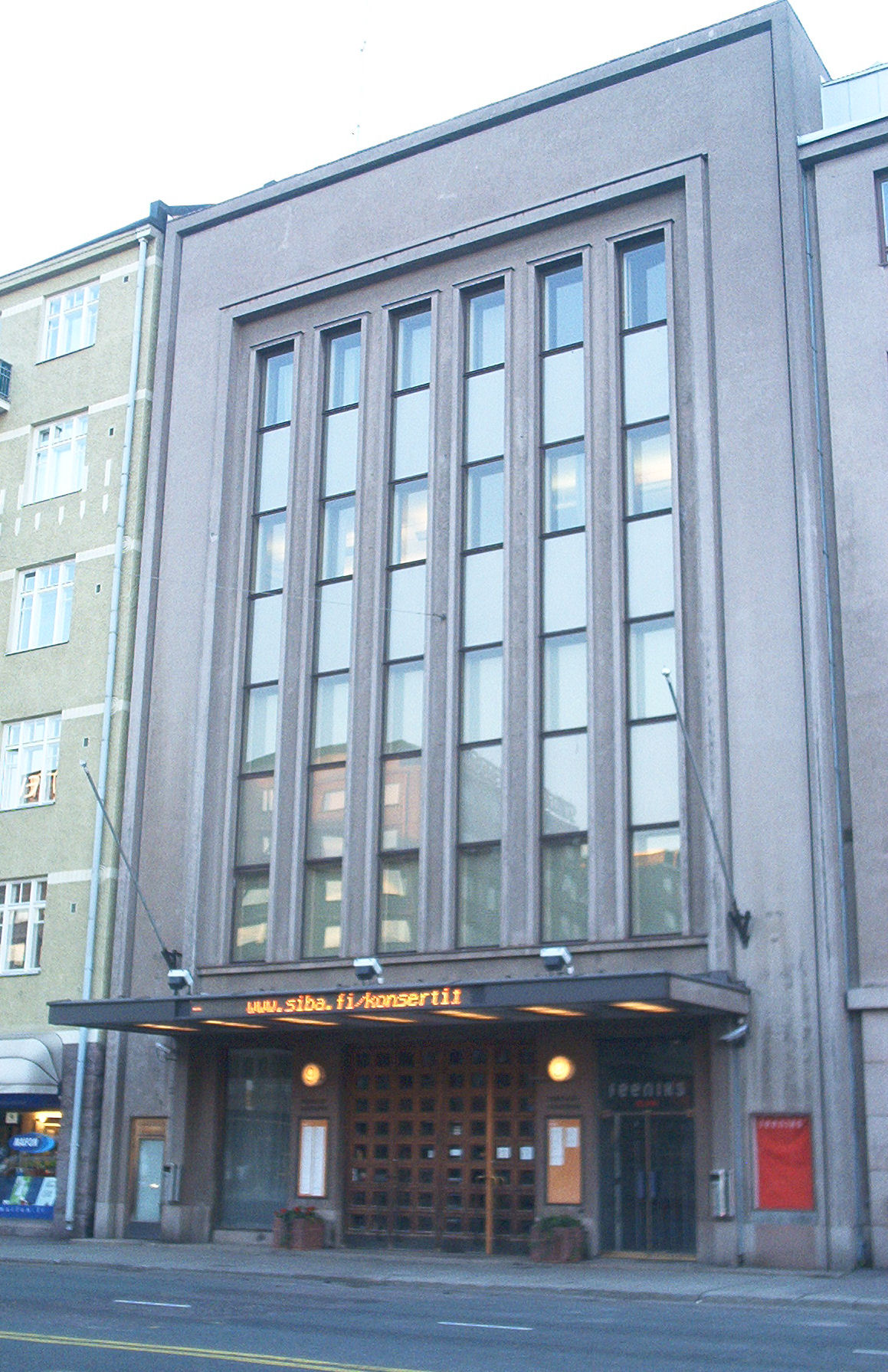
De Sibeliusacademie in het centrum van Helsinki in 2005

De Sibeliusacademie (Fins: Sibelius-Akatemia, Zweeds: Sibelius-akademi) in Helsinki is met ca. 1700 studenten de grootste muziekacademie in de Noordse landen. Sinds 2013 maakt de academie deel uit van de Universiteit van de Kunsten (Taideyliopisto, Konstuniversitetet).
De Sibeliusacademie werd in 1882 door Martin Wegelius opgericht als Helsingin Musiikkiopisto (Muziekinstituut Helsinki). Van 1924 tot 1939 heette ze Helsingin Konservatorio (Conservatorium van Helsinki) en in 1939 kreeg ze haar huidige naam. Hiermee werd de belangrijkste Finse componist, Jean Sibelius, geëerd, die destijds nog leefde en wereldroem had verworven. Sibelius had zelf tussen 1885 en 1890 viool en compositie gestudeerd aan de academie. Van 1890 tot 1892 doceerde hij er muziektheorie en later ook compositie.
Aan de Sibeliusacademie kunnen studenten in eerste instantie hun Master of Music behalen. Vervolgens zijn er postgraduate studies die opleiden tot de graden van Licentiate en Doctor of Music.
Aan de academie studeren zo'n 1500 studenten en werken 500 docenten (2019). Rector van de academie was van augustus 2004 tot 2012 Gustav Djupsjöbacka, van 2012 tot 2016 Tuomas Auvinen en is sinds 2017 Kaarlo Hildén.
De academie heeft behalve haar drie vestigingen in Helsinki ook een campus in Kuopio, een avondschool in Järvenpää en een repetitiecentrum in Seinäjoki. Het hoofdgebouw bevindt zich in de wijk Töölö.

## Bekende docenten, professoren en studenten
- Erkki Aaltonen
- Harri Ahmas
- Kalevi Aho
- Atso Almila
- Raine Ampuja
- Sampsa Astala
- Leonid Bashmakov
- Linda Brava
- Henrik Otto Donner
- Lasse Eerola
- Einar Englund
- Erik Furuhjelm
- Ilmari Hannikainen
- Tuomas Holopainen
- Soile Isokoski
- Vilma Jää
- Armas Järnefelt
- Sari Kaasinen
- Perttu Kivilaakso
- Joonas Kokkonen
- Jaakko Kuusisto
- Pekka Kuusisto
- Jukka-Pekka Lehto

- Magnus Lindberg
- Jukka Linkola
- Paavo Lötjönen
- Leevi Madetoja
- Sasha Mäkilä
- Tauno Marttinen
- Karita Mattila
- Aarre Merikanto
- Elina Mustonen
- Olli Mustonen
- Arto Noras
- Sakari Oramo
- Selim Palmgren
- Jorma Panula
- Martti Pokela
- Einojuhani Rautavaara
- Martti Rousi
- Kaija Saariaho
- Arja Saijonmaa
- Aulis Sallinen

- Matti Salminen
- Esa-Pekka Salonen
- Jukka-Pekka Saraste
- Leif Segerstam
- Jean Sibelius
- Antti Siirala
- Jouko Tolonen
- Eicca Toppinen
- Tarja Turunen
- Osmo Vänskä
- Paula Vesala
- Harri Wessman
- Janne Wirman